# Orde van Mahaputera
De Orde van Mahaputera, ook wel "Orde van de Ster van Mahaputera" of "Bintang Mahaputra" geheten, is een orde van verdienste van de Republiek Indonesië. De orde werd in 1959 ingesteld en wordt voor militaire verdienste toegekend. Er zijn vijf graden die Ie Klasse, IIe Klasse enz. heten.
Het kleinood is een ster, in het Indonesisch "bintang" geheten. De ster heeft tien punten en geen verhoging. Het lint is rood en heeft zes gele strepen bij de Ie Klasse en vijf gele strepen bij de IIe Klasse, enz.
Prins Bernhard der Nederlanden was drager van de Ie Klasse, zie de Lijst van onderscheidingen van prins Bernhard der Nederlanden